# Понте-нелле-Альпи
Понте-нелле-Альпи (итал. Ponte nelle Alpi) — коммуна в Италии, располагается в провинции Беллуно области Венето.
Население составляет 7937 человек , плотность населения составляет 137 чел./км². Занимает площадь 58 км². Почтовый индекс — 32014. Телефонный код — 0437.
В коммуне 8 сентября особо празднуется Рождество Девы Марии.

## Демография
Динамика населения:

## Администрация коммуны
- Официальный сайт: http://www.comune.pontenellealpi.bl.it/